# Unterdietfurt
Pour les articles homonymes, voir Dietfurt.
Unterdietfurt est une commune de Bavière (Allemagne), située dans l'arrondissement de Rottal-Inn, dans le district de Basse-Bavière et dépendant de Massing.
Elle est située en face de Oberdietfurt avec laquelle elle formait jadis un village du nom de Dietfurt. Le village de Huldsessen appartient à la commune depuis 1972.

## Personnalités liées à la ville
- Edmund Beck (1902-1991), bénédictin patrologue né à Huldsessen